# Carlos Garaikoetxea

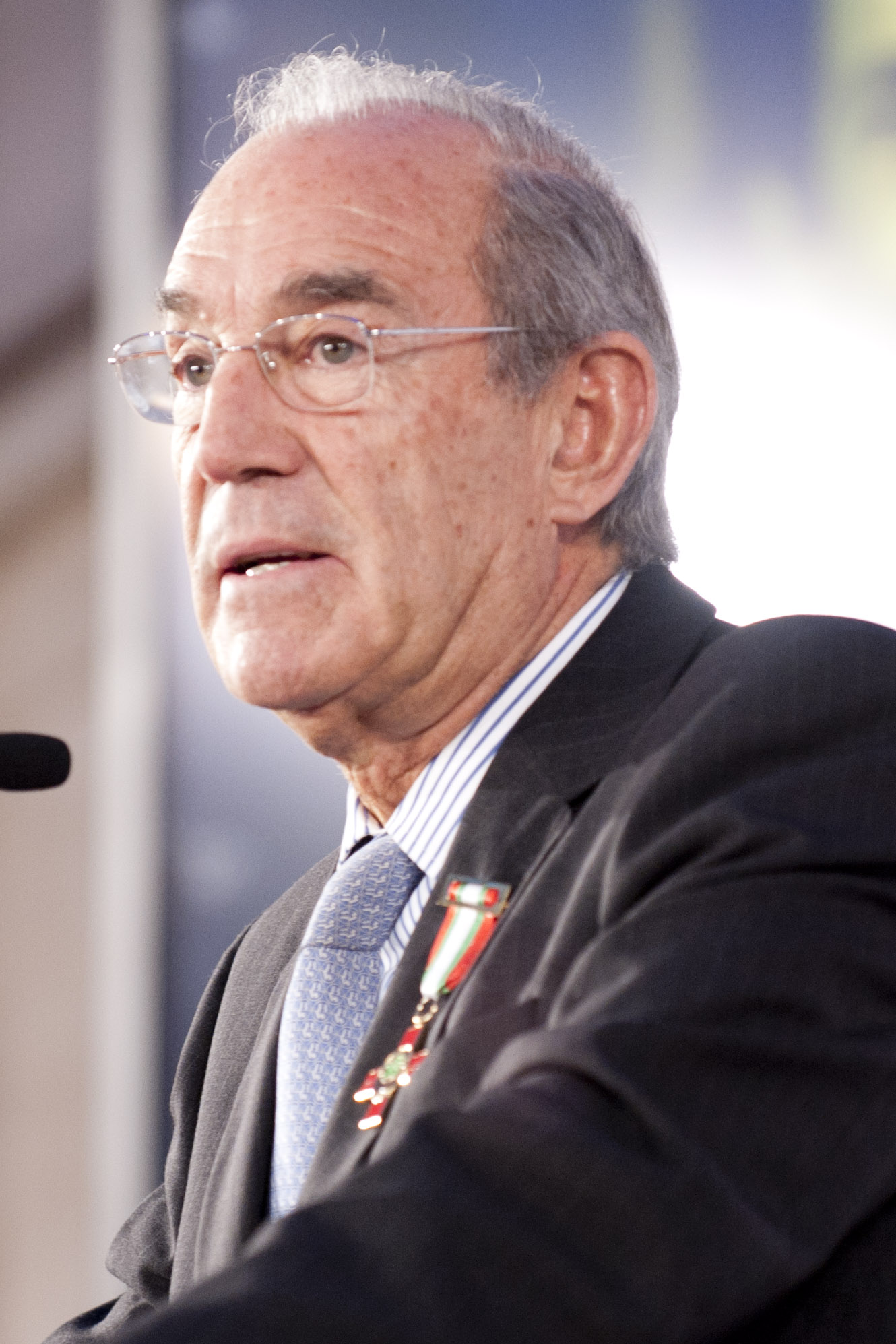
Karlos garaikoetxea

Carlos Garaikoetxea Urriza (Pamplona, 2 de junho de 1938) é um político, advogado e economista espanhol de ideologia nacionalista basca.
Foi o fundador e primeiro Presidente do partido Eusko Alkartasuna.